# Serón de Nágima
Serón de Nágima es un municipio y localidad española de la provincia de Soria, en la comunidad autónoma de Castilla y León. El término municipal tiene una población de 122 habitantes (INE 2024).

## Toponimia
Apenas se adivina el origen antropónimo de origen latino (Serione o Serone) o hidrónimo de origen indoeuropeo (Ser-=Río) del nombre Serón. El nombre de Serón es conocido desde el siglo XII. A partir de 1833, con el fin de diferenciar esta localidad de las del mismo nombre en las provincias de Almería y Sevilla, se le añadió Nágima. 

## Geografía

Término municipal.

En su término e incluidos en la Red Natura 2000 los siguientes lugares:
- Lugar de Interés Comunitario conocido como Quejigares de Gómara-Nájima, ocupando 2167 hectáreas, el 35 % de su término.[1]

## Historia

### Restos arqueológicos
Han sido encontrados restos arqueológicos de la Edad de Bronce, así como celtíberos y romanos. Algún autor defiende la teoría de que Serón pudo haber sido la mítica Segeda numantina. Posiblemente pudo haber existido una villa romana en la zona. 

### Influencia musulmana y judía
La influencia musulmana (originalmente la etnia bereber)  se hace muy patente entre los siglos VIII y XIII, haciendo que la plaza , con función fronteriza, participara en el frente de la línea de defensa contra al-Ándalus. Tuvo mezquita sobre la que se construyó la iglesia de Nuestra Señora del Mercado. Al lado de la mezquita se encontraría la alhóndiga, denominación que continuó llevando el edificio tristemente demolido a principios de la segunda decena del siglo XXI, y en esta zona se desarrollaría siempre la vida pública de la plaza. La población estaba rodeada por una muralla de tapial, cal y canto con tres puertas, conocidas como la de las Eras, la de la Muela y la de la Ombría de la que se conserva algún vestigio.
Al parecer también hubo judíos en Serón. Algunos autores hablan de aljama desde el siglo XII. Yuçe Paçagón, Vidal Francés son algunos de los nombres de estos personajes. También hay referencia años después a varios conversos, como Diego Enrique y Rodrigo Morales. La presencia de judíos en Serón se remonta, sin duda, a tiempos muy anteriores pero los archivos históricos solo los mencionan durante la segunda mitad del siglo XVI. En este periodo, la aljama de Serón, asentada según tradición popular en el llamado Barrio Escobar, posee una cierta importancia que se deduce de los impuestos que son obligados a pagar a la Corona. Se conocen los repartimientos de tributos del periodo 1450-1490, donde en algunos años la de Serón figura conjuntamente con las aljamas de Monteagudo y Deza.

### La reconquista
El aragonés Alfonso el Batallador la visitó de camino a Almazán, y oficialmente la toma (entre 1120-1125). El rey Alfonso VII de Castilla en Almazán, el 6 de septiembre de 1138, expidió un privilegio en favor del obispo de Sigüenza Don Bernardo de Agen, donándole la villa real de Serón, con sus términos, moros y sus familias encargando al obispo su repoblación. Pasaría posteriormente a manos del obispo de Osma Juan Álvarez en 1288.

### Edad Media y época posterior
En 1158 se firmó el Acuerdo de Serón de Nágima, también conocido como "Tratado de Haxama", entre el rey Sancho III de Castilla y Ramón Berenguer IV, conde de Barcelona y príncipe de Aragón. En 1296 Alfonso de la Cerda, ayudado por Enrique de Aragón, entró por tierras de Soria, titulándose rey de Castilla, y se apoderó de Serón, Soria, Osma, Almazán y Deza, sujetas durante dos años al poderío del inquieto Juan Núñez, pero tuvieron que ser devueltas en breve por el tratado de Tarazona y de Huerta. En el año 1357, estando de fronteros en la villa de Serón Juan de La Cerda y Álvaro Pérez de Guzmán, se declararon en rebeldía contra su rey Pedro I, quien desde Sevilla, tuvo que ir precipitadamente a Molina de Aragón y pasar a tierras de Deza y Serón a castigar la rebelión. Al año siguiente, 1358 a 1359, volvió Pedro a la villa de Serón, con el fin de entrar en Aragón, por Bordalba, y regresó después a su villa de Deza, dejando de frontero, en la de Serón, al maestre de Calatrava, Diego García de Padilla.
Ninguna noticia tenemos del castillo, ni de su Villa, durante el siglo XV, y pasando al siglo XVI, únicamente dos ejecutorias contra la villa de Serón dan señales de su existencia; una se refiere a los alcaldes de Mesta, para que no hiciesen visitas a la villa de Serón y lugares de su tierra (Valladolid, 18 de marzo de 1585), y otra ejecutoria condenando al Consejo de la Villa a que no cobrase nada a los hermanos de La Mesta y les dejasen pasar libremente (Granada, 11 de octubre de 1595). 
En la Biblioteca Nacional hay un memorial (Ms. 18714/16), dado al marqués de Poza, señor de la villa de Serón y su tierra, para que pueda sacar alcalde y regidores para el año 1588. Del siglo XVII, únicamente noticias locales, pero ninguna referente al castillo hemos adquirido.

### DelsigloXVIalXVII
El 1 de abril de 1707, tropas del archiduque Carlos de Austria pretendiente al trono de España, entraron en la villa de Serón, en número de 700 hombres, de caballería e infantería, y el comandante de las tropas de Felipe V de Borbón, que sólo contaba con 160 dragones dispuso retirarlas al castillo, 'dejando la Villa desamparada aún de los vecinos', pues muchos se metieron también en el castillo y otros pocos, con muchas mujeres, se refugiaron en la parroquia de Santa María, en la cual entraron los soldados del archiduque, cometiendo sacrilegios y tropelías y robos sin cuento.

### sigloXIX
Un siglo más tarde, en 1819, el castillo fue reducido a cenizas y destrozado por las tropas francesas invasoras, y a mitad del mismo siglo XIX en 1861 era vendido aquel baluarte por la cantidad de 400 reales, a Antonio Sánchez.
A la caída del Antiguo Régimen la localidad se constituye en municipio constitucional, en la región de Castilla la Vieja, partido de Almazán que en el censo de 1842 contaba con 231 hogares y 900 vecinos.
Hasta la reforma de la nomenclatura municipal de 1916 el municipio se llamaba simplemente Serón. En dicha fecha su nombre fue modificado por el de Serón de Nájima.

## Geografía humana

### Demografía
Cuenta con una población de 122 habitantes (INE 2024).
| Gráfica de evolución demográfica de Serón de Nágima entre 1842 y 2021 |
| |
| Población de derecho según los censos de población del INE Población de hecho según los censos de población del INEEn estos censos se denominaba Serón: 1842, 1857, 1860, 1877, 1887, 1897, 1900 y 1910 En estos censos se denominaba Serón de Nájima: 1920, 1930, 1940, 1950 y 1960 |

## Monumentos y lugares de interés
En Serón encontramos monumentos civiles y religiosos:
- Iglesia de Nuestra Señora del Mercado
- Iglesia de la Santa Cruz
- Iglesia de Santiago
- Ermita de la Virgen de la Vega
- Ermita de San Roque
- Castillo de Serón de Nágima
- Plaza Mayor de Serón de Nágima
- Pairones de Serón de Nágima

## Cultura

### Fiestas patronales en honor a la Virgen de la Vega
Se celebran fiestas patronales el segundo fin de semana de septiembre de cada año, siendo el día grande el Domingo cuyo acto fundamental es la misa en honor a la Virgen de la Vega y la tradicional ofrenda de flores, que con trajes tradicionales hacen los habitantes del pueblo, a su virgen. Es la fiesta más importante y que celebran con mayor entusiasmo y devoción los habitantes de este pueblo. Es importante la novena que se le dice a la Virgen siendo el último día el mismo sábado de las fiestas.
Las fiestas se extienden sábado, domingo y lunes. Lo que es curioso, es que se da la tradición de realizar una donación en pública subasta por tener el honor de entrar la imagen de la Virgen desde la plazoleta adjunta hacia el interior de la misma iglesia. Estas fiestas se celebran más íntimamente entre los habituales del pueblo excepto el Domingo en la que casi todos los hijos del pueblo que viven fuera de él hacen lo posible por asistir a la misma. En los tres días hay verbenas, juegos para los niños y el lunes chocolatada para todo el pueblo en la plaza.
Antaño acudían varias veces en romería para pedir favores, y según recoge el Padre Damián Janáriz en su trabajo inédito sobre las ermitas "por la tarde, después de comer, la juventud de ambos sexos adornada con trajes típicos del país entre músicas y alegres cantares se trasladan a la ermita donde rezan el rosario, se pronuncia elocuente sermón y terminan cantando la Salve. El público permanece hasta la noche en torno a la ermita festejando a la Virgen y divirtiéndose honestamente... Suelen acudir a esta fiesta los vecinos de Cañamaque y Torlengua". En la actualidad acuden cada año el domingo de San Lázaro, antes de Pasión para pasar el día en comunidad.

### Fiestas en honor de san Roque y la Virgen de Agosto
La fiesta de agosto es en honor de san Roque y a La Virgen, se celebran los días 14, 15 y 16 del mismo mes. Las fiestas de agosto son, si cabe, más populares que las de septiembre ya que los 'veraneantes' se encuentran en plenas vacaciones en el pueblo y hacen que la celebración sea más multitudinaria y las actividades lúdicas tengan mayor relevancia que en septiembre. 
Las procesiones del día 16 de agosto se realizan en un ambiente de recogimiento y devoción acompañando a la imagen de San Roque alrededor del pueblo, dando una vuelta completa por las calles de la villa. También hay verbenas los tres días, así como juegos para los niños y campeonatos de guiñote, bolos, etc.

### Semana Santa
- Semana Santa en Serón de Nágima.

### Otras tradiciones
En Serón se celebra la Cruz de Mayo y otros días grandes con procesión como San Isidro Labrador y San Cristóbal. Este último se lleva en una furgoneta en procesión alrededor de la villa con los coches pitando detrás.